# Voka
Voka är en småköping (estniska: alevik) i Toila kommun i landskapet Ida-Virumaa i nordöstra Estland. Orten ligger norr om Riksväg 1 (E20), vid södra stranden av Finska viken, där ån Voka jõgi har sitt utflöde.
I kyrkligt hänseende hör orten till Pühajõe församling inom den Estniska evangelisk-lutherska kyrkan.

## Galleri

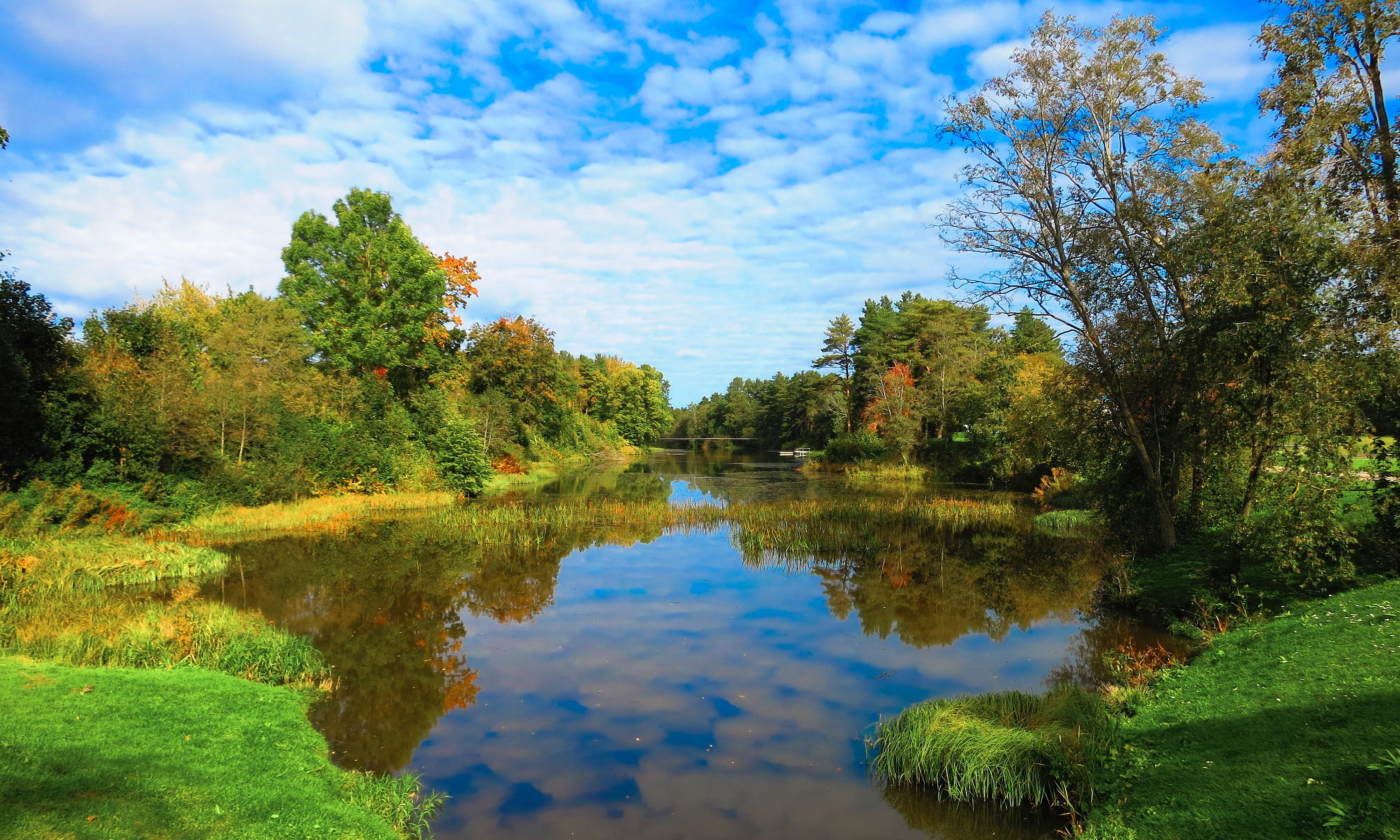
Voka vattenmagasin på hösten.
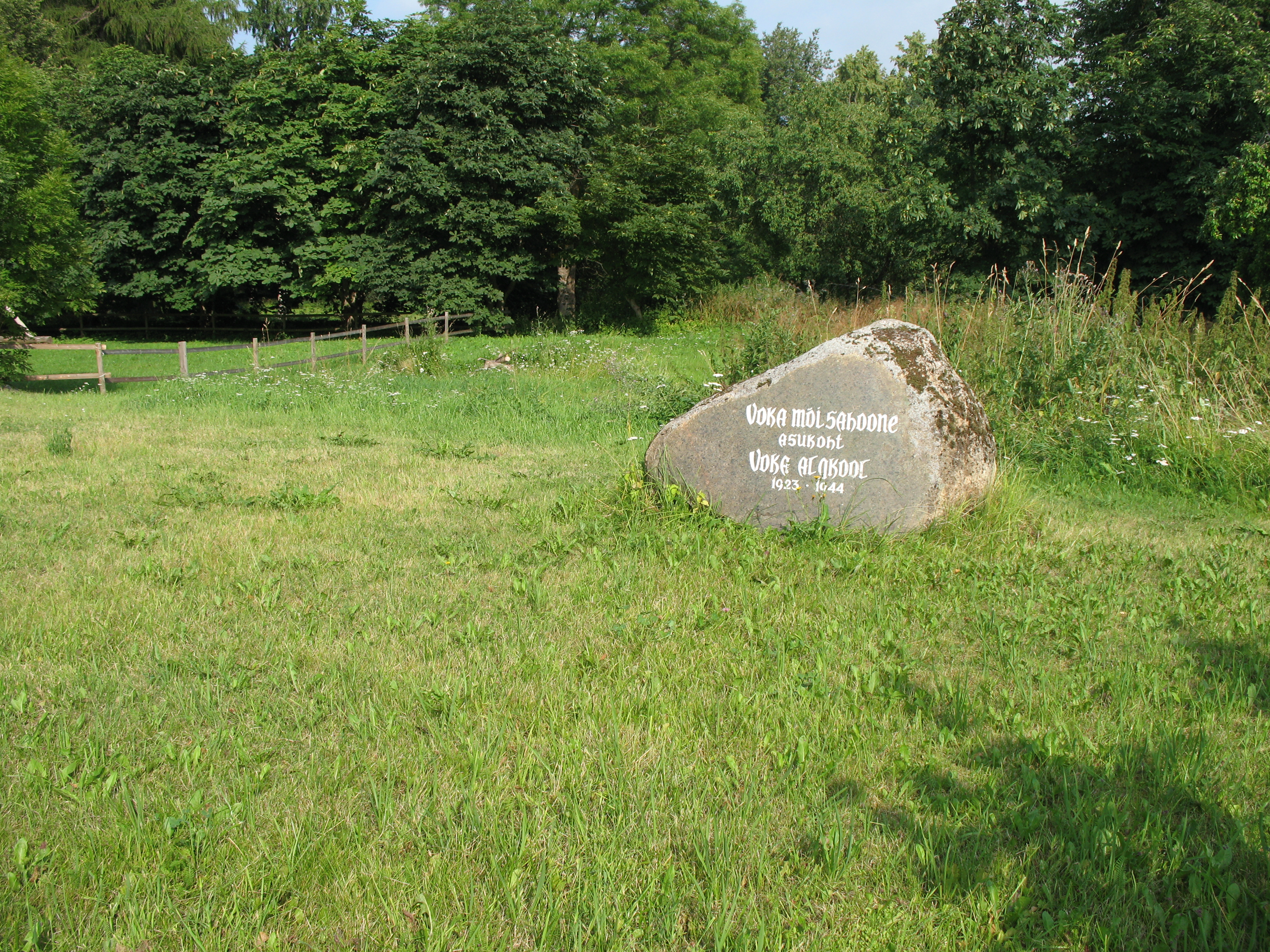
Minnesmärke efter Voka herrgård och Voka grundskola.
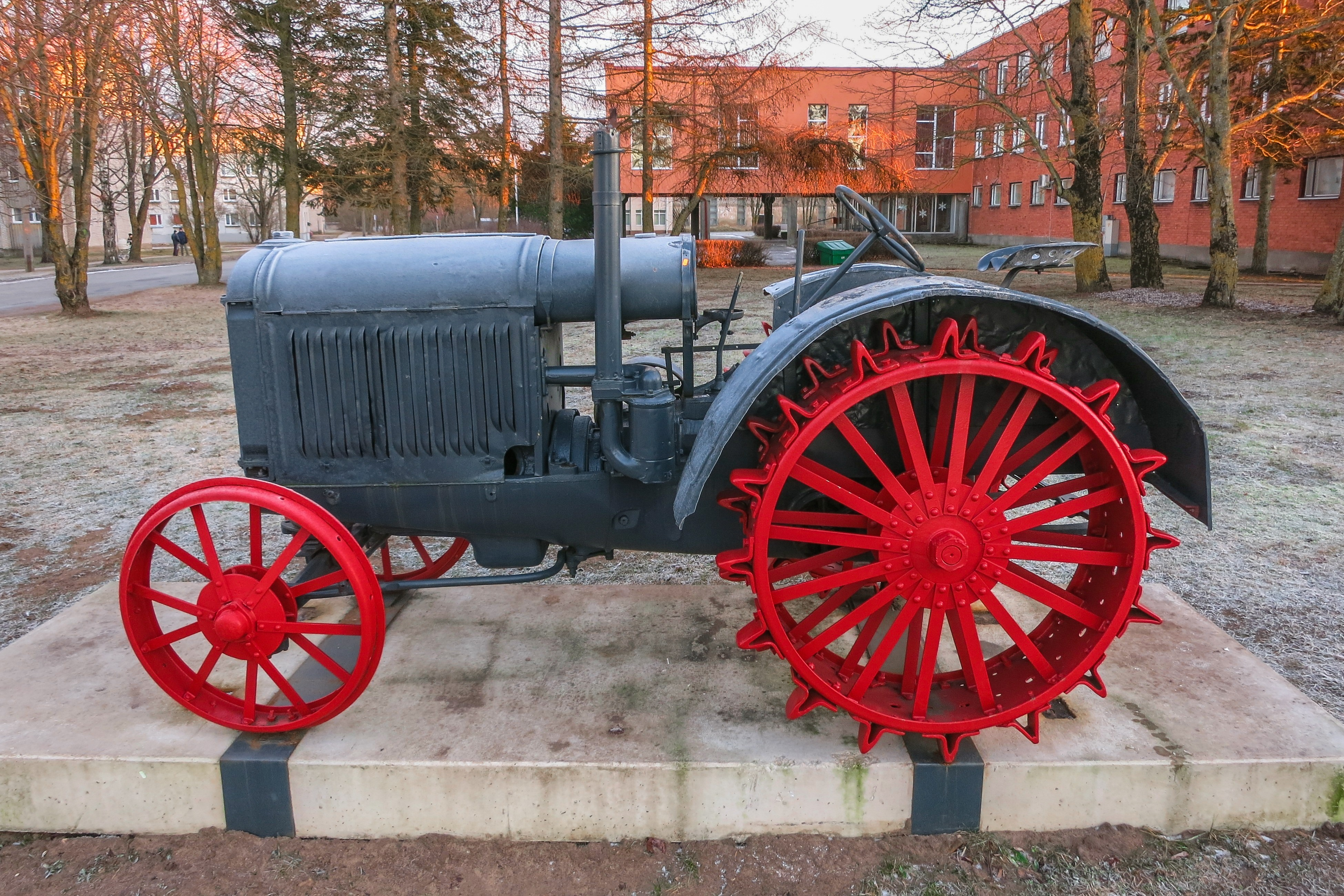
Gammal traktor i Voka centrum till minne av den gamla maskin- och traktorstationen.

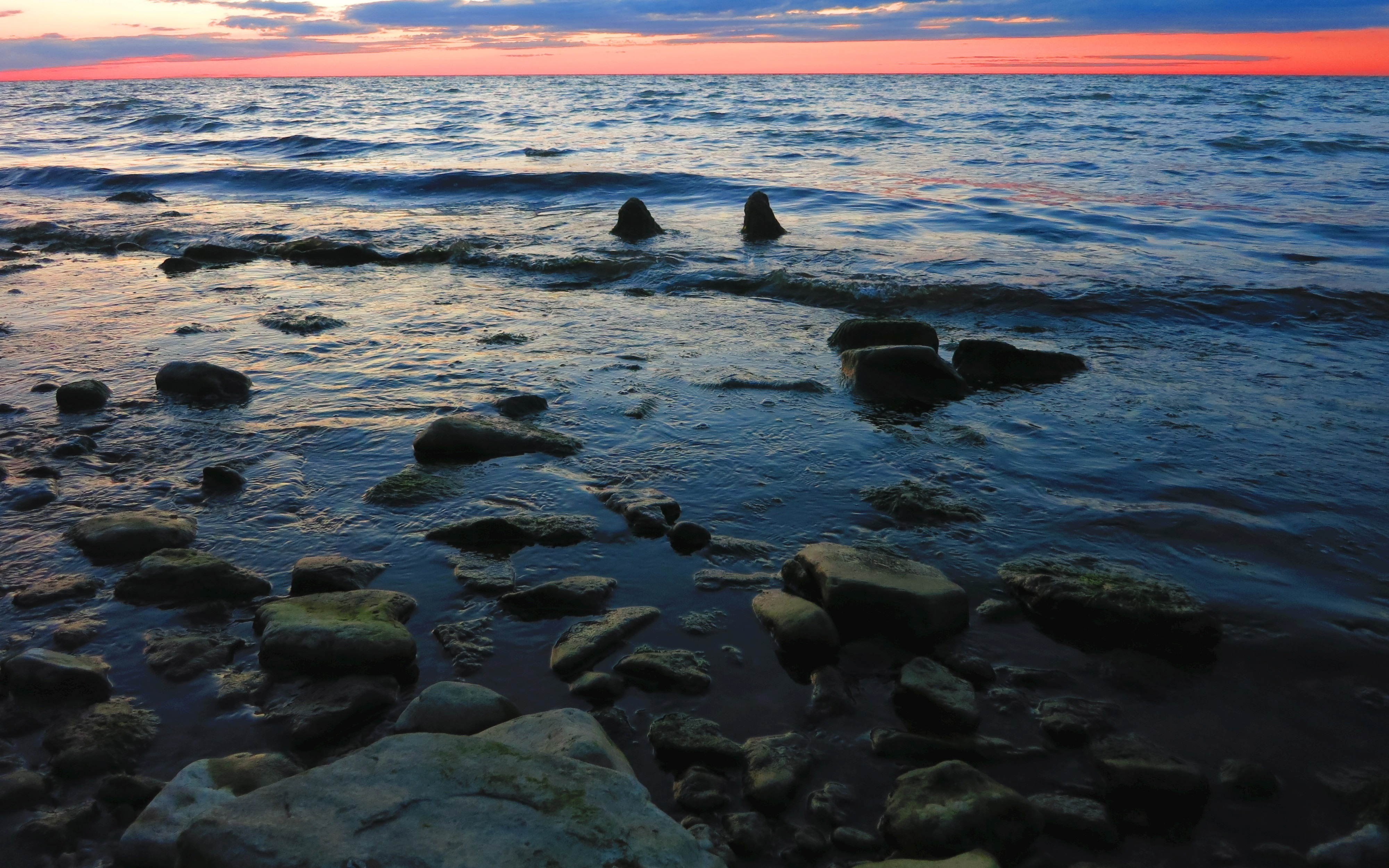
Finska viken utanför Voka.
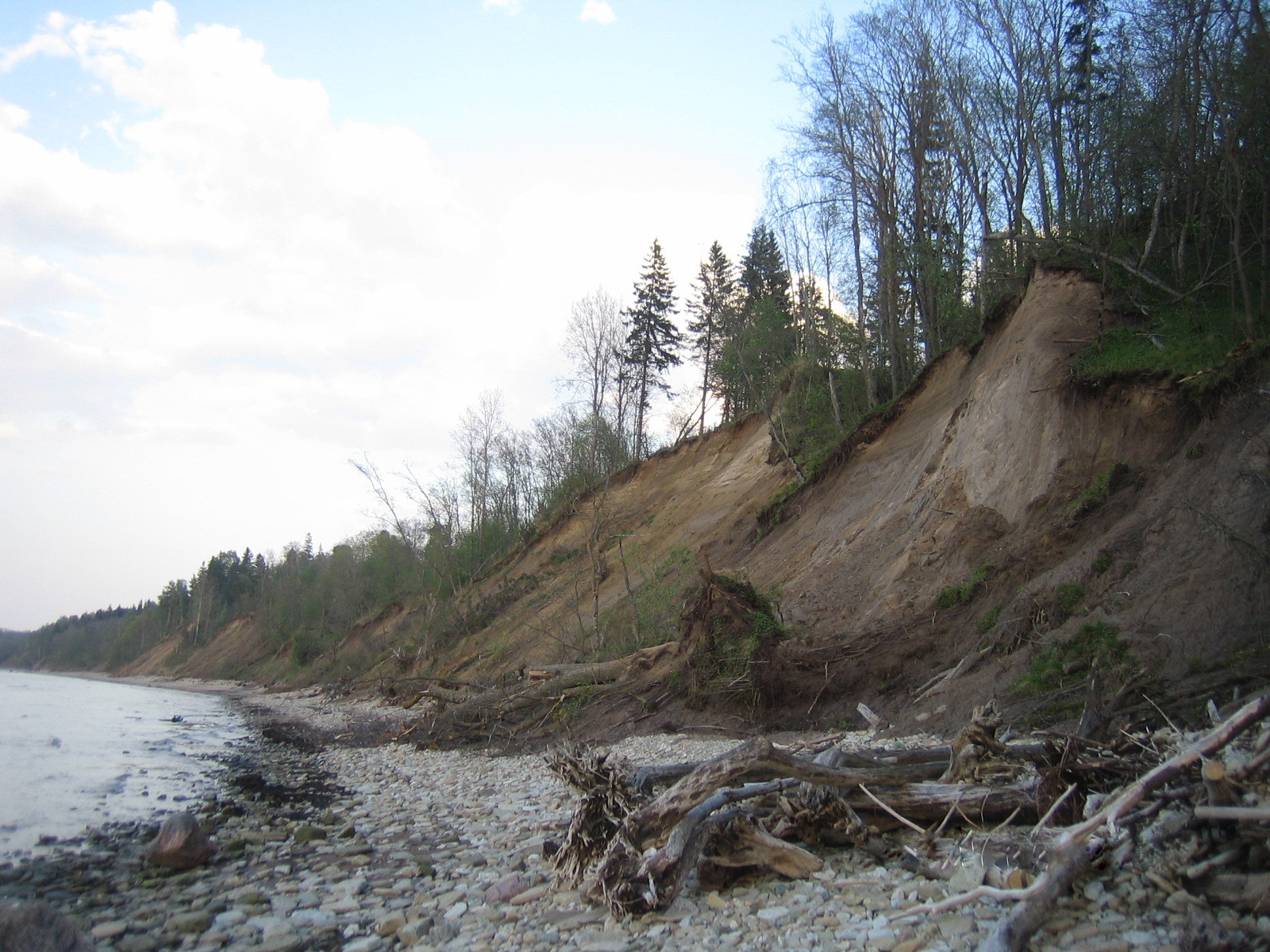
Baltiska klinten vid stranden utanför Voka.
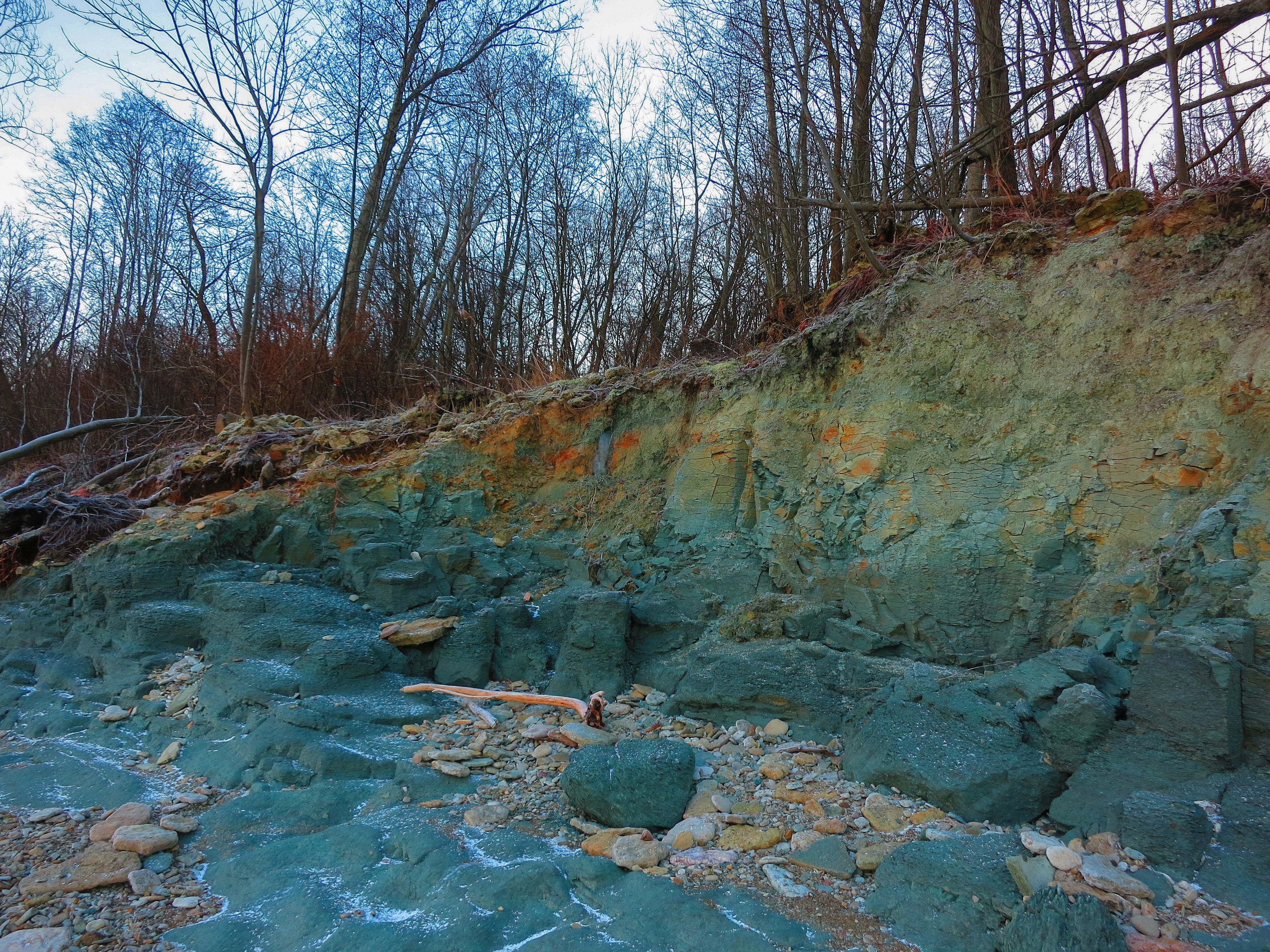
Kambrisk blålera vid stranden utanför Voka.